# Bräunlingen
Bräunlingen is een plaats in de Duitse deelstaat Baden-Württemberg, en maakt deel uit van het Schwarzwald-Baar-Kreis.
Bräunlingen telt 5.898 inwoners.
De stad ligt aan de rivier de Breg, ongeveer vier kilometer ten zuidwesten waar deze overgaat in de Donau. De plaats is door een gemeentelijke herindeling in de jaren 1970 ontstaan uit de daarvoor zelfstandige gemeenten Döggingen, Mistelbrunn, Unterbränd, Waldhausen en zestien andere omliggende dorpen en gebiedsdelen.
Bad Dürrheim ·
Blumberg ·
Bräunlingen ·
Brigachtal ·
Dauchingen ·
Donaueschingen ·
Furtwangen im Schwarzwald ·
Gütenbach ·
Hüfingen ·
Königsfeld im Schwarzwald ·
Mönchweiler ·
Niedereschach ·
Schonach im Schwarzwald ·
Schönwald im Schwarzwald ·
St. Georgen im Schwarzwald ·
Triberg im Schwarzwald ·
Tuningen ·
Unterkirnach ·
Villingen-Schwenningen ·
Vöhrenbach